# Ionas
Ionas — автомобильный паром под флагом Кипра. С мая 2014 года по март 2015 года работал на Керченской паромной переправе.
Летом 2014 года судно вместе с однотипной «Олимпиадой» взяло на себя основную нагрузку по перевозке пассажиров и легкового транспорта через Керченскую переправу.

## Описание
Пассажирская вместимость парома составляет более 600 человек летом и около 450 зимой. Для легкового транспорта предусмотрены две палубы. Нижняя палуба вмещает до 90 машин, верхняя — до 60. Общая длина судна составляет 93,8 метра, регистровая ширина — 15 метров.

## История
Построен в Великобритании по проекту нем. Superflex 2000 в 1989 году.

### Керченская переправа
В середине мая 2014 года Ionas прибыл в порт «Кавказ». После прохождения полного технического освидетельствования и получения сертификата соответствия стал четвертым паромом постоянно работающим на Керченской переправе.
23 мая в 00:10 паром Ionas совершил первый рейс из порта «Кавказ» в порт «Крым». Всего в ночь с 22-го на 23 мая было совершено 4 рейса, было привезено около 100 легковых автомобилей и 2 туристических автобуса.
12 июня паром начал работу в круглосуточном режиме.
19 июня Единая транспортная дирекция утвердила схему работы греческого парома Ionas в круглосуточном режиме. Число круговых рейсов было увеличено до 10 за сутки. Этого удалось достичь благодаря второму сменному экипажу. Судно обслуживается командами из граждан Греции и Кипра. Ранее Ionas курсировал без сменного экипажа и только в дневное время.
На Керченской переправе паром проработал до марта 2015 года. 1 апреля 2015 года вернулся в Грецию, прибыв в порт Пирей.